# Libik György
Libik György (Rózsahegy, 1919. október 18. – Budapest, 1995. január 23.) síelő, gépészmérnök, antifasiszta ellenálló.

## Családja, származása
Apja székely református származású családból származó gépészmérnök volt. Anyja felvidéki zsidó családból származott, 1944-ben deportálása előtt öngyilkos lett. Öccse Libik András filmrendező.
Első felesége (1944–1946) Szent-Györgyi Albert lánya, Szent-Györgyi Kornélia volt. Második felesége (1952–1970?) Glemba Mária, volt, tőle szintén elvált.

## Tanulmányai
A budapesti I. kerületi Werbőczy István Reálgimnáziumban érettségizett 1937-ben, 1946-ban a Budapesti Műszaki Egyetemen szerzett gépészmérnöki diplomát. A párizsi Ecole Centrale des Arts et des Manufactures hallgatója volt 1946 és 1947 között.

## Pályafutása
Egyetemi tanulmányai alatt Svájcban végzett szakmai gyakornoki munkát. 1943-ban hazatérve bekapcsolódott az antifasiszta ellenállási mozgalomba, amelyben együttműködött Raoul Wallenberggel valamint Major Tamással is. 
1945 és 1956 között különböző munkahelyeken vezető mérnöki és kutatói beosztásokat töltött be. 
Az 1956-os forradalom alatt (1956. okt. 24.–1956. nov. 5.) a Parlament Dolgozói Forradalmi Bizottságának elnöke volt. A Nagy Imre-kormány I. osztályú követségi tanácsosnak nevezte ki. Forradalmi bizottsági elnökként és kinevezett bécsi követségi tanácsosként részt vett a Semlegességi Nyilatkozat megszövegezésében. 
A forradalom leverése után Svédországba menekült, ahol folytatta szakmai pályafutását. Kutatómérnökként tevékenykedett, a Svéd Mérnökök Szövetsége képviseletében a Svéd Feltalálói Díj egyik alapító volt. Az emigrációban Kéthly Anna köréhez tartozott. Több tucat levelet váltottak, amelyek a magyar forradalom nemzetközi elismertetéséért folyó küzdelemről és a magyarországi emigráció összefogásáért végzett  tevékenységről szóltak. 
1989-ben hazatért Magyarországra és svéd–magyar vegyes vállalatot alapított, valamint jelentős szerepet játszott több svédországi nagyvállalat (mindenekelőtt a Volvo) magyarországi megjelenésében. Magyarországi visszatelepülése után bekapcsolódott a magyar szakmai és politikai közéletbe.

## Sportolói karrierje
A Műegyetemi Atlétikai és Football Club (MAFC, 1939–1946), az Előre SE (1946–1953), a Budapesti Lokomotív síelője (1955), ill. a Budapesti Dózsa síelője (1956) és motorversenyzője (1949–1951) volt.
Az 1940-es évek ismert sísportolója volt, néhány versenyen az egyik legjobb svájci síelőt, Luc Nigglit (1920–1993) is legyőzte. A második világháború után a magyar téli olimpiai csapat kapitányának is megválasztották
Síelésben a St. Moritz-i téli olimpia résztvevője (1948: lesiklás, műlesiklás). Kétszeres magyar bajnok lett 1950-ben (műlesiklás és alpesi összetett), valamint 15-szörös csapatbajnok síelésben. A magyar alpesi síválogatott tagja (1947–1956), valamint az úgynevezett tatai olimpiai sztrájk szervezője volt 1951-ben.
Sportvezetőként a Magyar Sí Szövetség (MSSZ) ideiglenes intéző bizottságának tagja (1945), az MSSZ elnöke (1956–1957).

## Emlékezete
Még életében közzétette Standeisky Éva a Kéthly Annával váltott leveleit A Hiány c. lap Kéthly Anna-emlékszámában, 1990-ben. Hagyatékát a Petőfi Irodalmi Múzeum (PIM) őrzi.
Emlékére a Nagy Imre Társaság budapesti szervezete 2013-ban Libik György-díjat alapított. A díjat azok vehetik át, akik „a szabadságért és a demokráciáért kockázatot vállalnak és szembeszállnak az erőszak, a rasszizmus és a diktatúra képviselőivel.” A díjat Ságvári Endre halálának évfordulóján adják át (júl. 27-én, Ságvári Endre lelövésének színhelyén, a Remiz étteremben).

## Elismerései
- Magyar Szabadságrend ezüst fokozata (1948)
- Magyar Népköztársasági Érdemérem (1950).

## Társasági, egyesületi tagságai
- A MTESZ alapító tagja (1946-tól), uo. a központi műszaki tudományos bizottság elnöke (1950–1951), a Műszaki Fejlesztési Bizottság és az Atomenergia Bizottság alapító tagja (1956).
- A budapesti Wallenberg Társaság (1988-tól),
- Kéthly Anna Társaság (1991-től)
- a Magyar Ellenállási Szövetség alapító tagja (1991-től),
- a Bajcsy-Zsilinszky Társaság tagja.
- A Svéd Mérnökök Szövetsége
- Svéd Parlamenti Képviselők és Tudósok Szövetsége
- a svédországi Wallenberg Egyesület alapító tagja.

## Írásai
- Üzenet a lesiklásból/Besked från störtloppet. Kétnyelvű kiadvány. Az előszót írta: Anger, Per. (Borås, 1981 és Stockholm, 1981)
- Utazás a peresztrojka Moszkvájában egy svéd kollégámmal. (Hitel, 1989. 14.)
- Vendégségben Péter Gábornál, 1989. ápr. 30. (Népszabadság, 1990. szept. 29. és L. Gy. reakciója a cikkre: 1990. okt. 8.).